# Bindki
Bindki är en ort i Indien.   Den ligger i distriktet Fatehpur och delstaten Uttar Pradesh, i den centrala delen av landet, 400 km sydost om huvudstaden New Delhi. Bindki ligger 125 meter över havet och antalet invånare är 36 058.
Terrängen runt Bindki är mycket platt. Runt Bindki är det tätbefolkat, med 511 invånare per kvadratkilometer. Det finns inga andra samhällen i närheten. Trakten runt Bindki består till största delen av jordbruksmark.